# Dinko Šakić
Dinko Ljubomir Šakić, född 8 september 1921 i Studenci i dåvarande Serbernas, kroaternas och slovenernas kungarike, död 20 juli 2008 i Zagreb i Kroatien, var medlem av Ustaša. Han var mellan åren 1942 och 1944 kommendant för koncentrationslägret Jasenovac.
Šakić var en av de militära ledarna i Oberoende staten Kroatien under andra världskriget. Han gifte sig år 1943 med Nada Tanić Luburić, en av vakterna i Jasenovac och halvsyster till Maks Luburić.
År 1945 flydde Šakić tillsammans med hustrun Nada från Kroatien och år 1947 emigrerade de till Argentina. Drygt femtio år senare, i april 1998, utlämnades han till Kroatien för att ställas inför rätta för krigsförbrytelser och brott mot mänskligheten. Även hustrun utlämnades. En domstol i Zagreb befann honom skyldig och dömde honom till 20 års fängelse för krigsförbrytelser. Som överordnad vid koncentrationslägret Jasenovac hade han bland annat beordrat tortyr av fångar och ingrep inte då Ustašavakter utsatte internerade för misshandel och mord. Han avrättade personligen fyra fångar med pistol och beordrade hängning av 22 personer.
Sakić led under flera år av hjärtproblem vilket ledde till hans död den 20 juli 2008 på ett sjukhus i Zagreb.